# He-gassen
Le He-gassen (屁合戦, concours de pets ou bataille de pets) est une œuvre d'art japonaise qui se présente sous forme de rouleau. Elle a été créée au cours de l'époque d'Edo par un artiste inconnu. Le parchemin a été numérisé par la bibliothèque de l'Université Waseda. Ce rouleau et d'autres similaires ont été créés en réponse à l'augmentation croissante du nombre d'Européens au Japon pendant l'ère Edo.[réf. souhaitée] L'emaki représente des personnages, la plupart masculins, dans divers états de dénuement, pétant en direction d'autres personnes, d'animaux et autres objets.